# Cucullia anceps
Cucullia anceps är en fjärilsart som beskrevs av Otto Staudinger 1881. Cucullia anceps ingår i släktet Cucullia och familjen nattflyn. Inga underarter finns listade i Catalogue of Life.